# Eisenbahnunfall von Heessen
Der Eisenbahnunfall von Heessen war der Auffahrunfall auf eine zurückgelassene Wagengruppe nach einer Zugtrennung am 3. Dezember 1917 bei Heessen. 38 Menschen starben.

## Ausgangslage
Der Unfall ereignete sich auf der Bahnstrecke Hamm–Minden. Daran waren drei Züge beteiligt:
- Ein Sonderzug, der etwa 1000 italienische Kriegsgefangene unter Bewachung von 65 deutschen Soldaten transportierte[2] und von Minden Richtung Ruhrgebiet unterwegs war.[3] Ausgangspunkt des Transports war ein großes Kriegsgefangenen-Lager in Minderheide.[4] Der Zug war sehr lang.[5]
- Der D 22 war von Berlin nach Köln mit acht Wagen[6] und mehr als zwei Stunden Verspätung unterwegs.[7]
- Ein Güterzug, der von Hamm kommend in der Gegenrichtung unterwegs war.[8]

Die Aufbauten damals eingesetzter Wagen bestanden ganz oder überwiegend aus Holz, Gasbeleuchtung war in Reisezugwagen die Regel.
Es war Abend, dunkel und es herrschte dichtes Schneetreiben. Die Sicht war schlecht.

## Unfallgeschehen
Am Sonderzug riss zwischen der Blockstelle Östrich und dem Bahnhof Heessen eine Kupplung, so dass dessen 20 letzte Wagen auf freier Strecke zum Stehen kamen, noch bevor sie den Bahnhof Heessen erreichten. Der Lokomotivführer bemerkte die Zugtrennung nicht. In Heessen wurde versäumt, auf das Vorhandensein des Zugschlusssignals zu achten. Stattdessen wurde angenommen, dass der hinter dem Zug liegende Blockabschnitt nach Passieren des Zugfragments aus Lokomotive und erstem Zugteil frei sei und für den folgenden Durchgangszug freigegeben.
Der Durchgangszug näherte sich dem Bahnhof Heessen wegen dort stattfindender Bauarbeiten nur mit mäßiger Geschwindigkeit. Kurz vor Mitternacht fuhr er in die zurückgelassene Wagengruppe. Dessen Lokomotive zertrümmerte einige der Wagen, die ebenso wie die Lokomotive entgleisten und dabei auch in das Lichtraumprofil des Gleises der Gegenrichtung gerieten. In die entgleisten Fahrzeuge fuhr ein Güterzug, der das Gleis der Gegenrichtung befuhr. Dessen Lokomotive kollidierte auch mit der des Durchgangszugs. Ein Wagen des Güterzuges löste sich aus dem Verband und stürzte die Böschung hinunter. Der Packwagen des Güterzuges schob sich über einen anderen Wagen.
Im Packwagen des Durchgangszuges, der hinter der Lokomotive gelaufen war, brach ein Feuer aus, das auf die Trümmer und die folgenden Wagen des Zuges übergriff. Lediglich die vier letzten Wagen blieben unbeschädigt, die übrigen brannten vollständig ab.

## Folgen

### Unmittelbare Folgen
38 Menschen starben, 45 wurden darüber hinaus verletzt. Von den Toten waren 27 italienische Kriegsgefangene, zehn waren Teil der Begleitmannschaft aus Soldaten der Landwehr und einer Schaffner der Eisenbahn. Die deutschen Soldaten gehörten alle dem 12. Landsturm-Infanterie-Ersatz-Bataillon des VII. Armeekorps an. Die Zahlen werden – je nach Quelle – leicht abweichend angegeben. Alle Verstorbenen sind inzwischen aber namentlich bekannt.

### Rettung und Bergung
Für den Rettungseinsatz war die Grubenwehr der benachbarten Zeche Sachsen zuerst vor Ort, noch bevor der Hilfszug aus Hamm eintraf. Die Räume der benachbarten Gaststätte Schiefenhövel wurden als Notlazarett umfunktioniert, die Verletzten dann von dort in das Marienhospital in Hamm gebracht. Später kam noch ein zweiter Hilfszug aus Dortmund zum Einsatz.
Die Reisenden im Durchgangszug blieben alle körperlich unverletzt, konnten den Zug verlassen, mussten aber im freien Feld ausharren, bis sie einige Stunden später mit einem anderen Zug nach Hamm gebracht werden konnten. Der einzig namentlich bekannte Fahrgast aus dem D 22 ist der königliche Musikdirektor Carl Holtschneider (auch: Karl Holtschneider; 1872–1951) aus Dortmund, der eine posttraumatische Belastungsstörung davontrug.
Die Aufräumarbeiten waren gegen 15 Uhr am 4. Dezember 1917 soweit abgeschlossen, dass die Strecke wieder freigegeben werden konnte.

### Beisetzung der Opfer
Die Leichen der deutschen Todesopfer wurden in ihre Heimatgemeinden überführt, 21 der italienischen Kriegsgefangenen mit einem Requiem in der Kirche von Heessen und unter Beteiligung einer Abordnung italienischer Kriegsgefangener aus einem Lager in Minden auf dem Friedhof in Heessen in einem Massengrab beigesetzt, diejenigen, die in Hamm im Krankenhaus verstarben – insgesamt sechs – dagegen auf dem dortigen Friedhof auf einem Ehrenfeld.